# Vinitaly

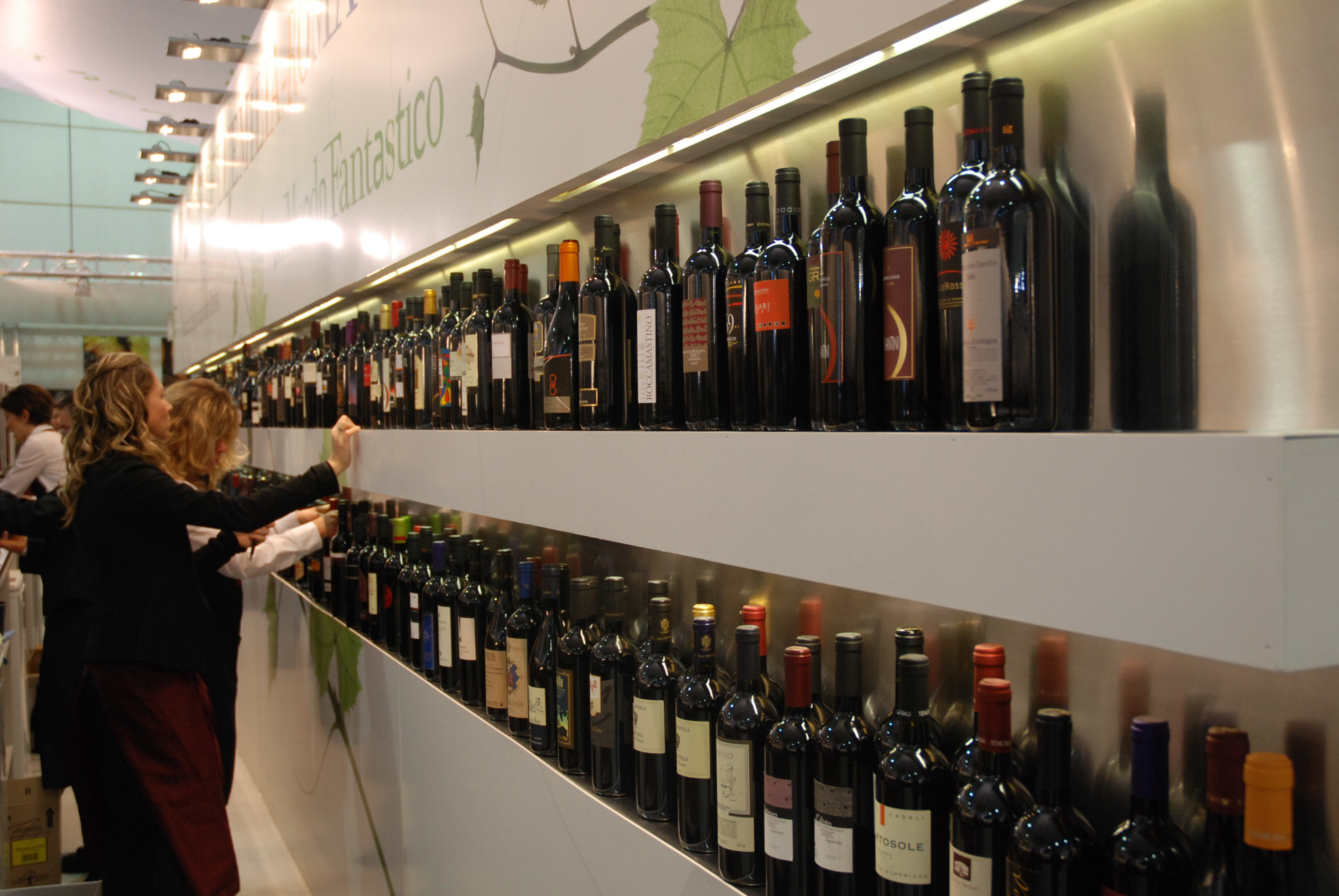
Weinsortiment auf der Vinitaly 2009

Vinitaly ist die internationale Fachmesse für Weine und Destillate, die seit 1967 jährlich in Verona stattfindet.

## Hintergrund
Den mehr als 95.000 m² großen Messeplatz nutzen über 4.000 Aussteller und rund 150.000 Messebesucher. Jedes Jahr finden im Rahmen der Weinmesse über fünfzig themenbezogene Verkostungen von in- und ausländischen Weinen statt; im Rahmen eines Tagungsprogrammes über Probleme des Weinmarktes diskutiert; die Analysen werden von Studi&Ricerche, der Beobachtungsstation der Vinitaly durchgeführt. Neben den Ausstellflächen für Weinhersteller bietet die Fachmesse Workshops, Buyers Club sowie Sonderausstellflächen zur Förderung des „Made in Italy“ und der neu auf den Markt gekommenen Betriebe.
Im Rahmen der Vinitaly finden internationale Wettbewerbe und Preise statt; die bedeutendsten darunter der Internationale Önologiewettbewerb, die International Packaging Competition und der Internationale Vinitaly Preis, der zusammen mit der International Wine and Spirit Competition die Weinkultur weltweit verbreitet und fördert.
Parallel zur Vinitaly finden Sol, die internationale Fachmesse für Qualitätsolivenöl Extravergine, Agrifood Club, eine Schau der Qualitäts-Agrarnahrungsmittel sowie Enolitech, die internationale Fachmesse der Technologien für Rebenanbau, Kelterung und Olivenanbau sowie Ölherstellung statt. Vinitaly organisiert außerdem Vinitaly for You, ein Event, das in der historischen Stadtmitte Veronas auf der Piazza Bra stattfindet. Vinitaly übernimmt weltweit auch die Rolle als Botschafterin des italienischen Weins mit der Veranstaltung Vinitaly in the world, B2B und B2C –Events auf den wichtigsten internationalen Märkten.

## Geschichte
Am 22. und 23. September 1967 fanden im Palazzo della Gran Guardia die „Italienischen Weintage“ statt, damit wurde Vinitaly offiziell gegründet. Bereits bei der dritten Veranstaltung der „Italienischen Weintage“ mit ihren Tagungen 1969 stellten 130 Weinbetriebe ihre Produkte aus. Ab 1971 nannte sich die Veranstaltung Vinitaly – Fachmesse der Weinherstellungsbranche, eine Messe für alle Produkte der Branche, mit einem Warenzweig für Maschinen, Ausrüstungen und Produkten für die Önologie. Mit der Erlaubnis für die Teilnahme ausländischer Betriebe wurde sie 1978 „international“.
Die erste Fachmesse für Oliven fand 1987 im Rahmen der Vinitaly statt. Diese Fachmesse wurde ab 1988 „SOL.“ genannt. Parallel dazu wurde auch „Distilla“, eine Fachmesse für Schnaps, Brandy und Destillate veranstaltet.
1992 wurde der Internationale Önologiewettbewerb zum ersten Mal veranstaltet, der heute der selektivste Wettbewerb mit der weltweit höchsten Teilnahme ist; es werden im Durchschnitt 90 Medaillen für über 3600 Weine aus ca. 30 Ländern erteilt. 1995 wurde der Vinitaly die neue Bezeichnung Vinitaly – Internationale Fachmesse für Wein und Destillate gegeben. Ein Jahr später wurde ein weiterer Wettbewerb ins Leben gerufen, die International Packaging Competition, die die beste Weinflaschenausstattung prämiert. Der internationale Charakter der Fachmesse Vinitaly wurde 1998 bestätigt und aufgrund der Entscheidung der Messegesellschaft „Veronafiere“ bekräftigt, die Veranstaltung China Wine ins Leben zu rufen, die in den darauffolgenden Jahren wiederholt wurde. Die Branche der Ausrüstungen für die Wein- und Olivenölherstellung wurde zu einer selbständigen Veranstaltung mit der Bezeichnung Enolitech, Fachmesse der Technologie für den Weinanbau, Önologie und Olivenölherstellung.
Im Juni 2002 veranstaltete Veronafiere die Messe „Vino&Olio“ (Wein&Öl) in Singapur. Nach ersten Erfahrungen im Jahr zuvor fand 2003 die Vinitaly US Tour in Chicago und San Francisco statt, im gleichen Jahr folgte die Teilnahme an der IFOWS, l’Italian Food and Wine Show in Mumbai, in Indien. Vinitaly for You, eine Nachveranstaltung für „Wine Lovers“, wurde ebenfalls ins Leben gerufen. Die Messemarke Vinitaly trat 2004 nach sechs Jahren Anwesenheit zum ersten Mal direkt in China und in Russland auf.
Die Ausstellfläche in Verona vergrößerte sich 2006 um zwei neue Hallen, die Messe erweiterte ihre Anwesenheit auf den ausländischen Märkten dank „Vinitaly Japan“ im November in Tokio, der ersten Veranstaltung mit der Messemarke Vinitaly in Indien, in Mumbai und Neu-Delhi, der dritten Veranstaltung in Russland mit der Neuheit Sankt Petersburg zusammen mit der Bestätigung des Standorts Moskau, Vinitaly US Tour (in Chicago, Los Angeles und Las Vegas) und schließlich „Vinitaly China“ in Shanghai. Der Internationale Packaging-Wettbewerb schloss erstmals auch Liköre und Destillate mit ein, die aus anderen Obstsorten hergestellt werden; 2005 stand der Wettbewerb bereits den Destillaten aus Weinprodukten offen.
Nach der ersten erfolgreichen Erfahrung von Agrifood Club, der Fachmesse für qualitativ hoch angesiedelte Agrarnahrungsmittel im Jahr 2008, wurde im Jahr darauf beschlossen, die Warenpalette zu Gunsten der ausländischen Interessenten neben dem Wein mit Vinitaly und dem Olivenöl Extravergine mit Sol auf das gesamte Agrarnahrungsmittelangebot des „Made in Italy“ zu erweitern. Den Ausstellern der Fachmesse Enolitech wurde kostenlos ein Dienst zur Aufdeckung von Nahrungsmittelfälschung zum Schutz des industriellen und intellektuellen Eigentums der ausgestellten Produkte angeboten, damit sie sich gegen die Unternehmer der Branche verteidigen können, die gefälschte Produkte ausstellen oder unfaire Konkurrenz betreiben.
Leitmotive der 44. Vinitaly 2010 waren moderne Dienstleistungen für die Betriebe sowie direktes Marketing über das Web, um die Anzahl der Fachbesucher aus dem Ausland zu erhöhen und jene, die bereits auf der Vinitaly waren, weiterhin zu interessieren. Zum ersten Mal fand ein offizieller Besuch eines italienischen Staatspräsidenten auf der Fachmesse statt. Vinitaly World Tour wechselte das Format und wurde Vinitaly in the World, dies nach einer Vereinbarung zwischen dem Ministerium für Landwirtschaftspolitik und Veronafiere. 2011 wurde Vinitaly Protagonist der Feiern zum 150. Jahrestag der Einheit Italiens mit „einer Sonderabfüllung“. Das Projekt von Veronafiere ist das einzige, das für die entsprechende Branche das offizielle Logo der Feiern verwenden durfte. Aus einer Auslese von 20 reinen Rotweinen und 20 reinen Weißweinen, die eine Vielfalt von Weinen aus jeder der 20 Regionen Italiens vertraten, wurden zwei Weine gekeltert, die dem Staatspräsidenten Giorgio Napolitano und anschließend den bedeutendsten internationalen Politikern als Geschenk überreicht wurden.